# Christopher Awdry
Christopher Vere Awdry (Devizes, 2 luglio 1940) è uno scrittore britannico.
È conosciuto soprattutto per la serie The Railway Series che fu iniziata dal padre Wilbert Awdry, che ha continuato dopo il pensionamento del padre nel 1972. Concentrato nella scrittura di libri per bambini, caratterizza la maggior parte delle sue opere con storie sui treni.  

## Biografia
Christopher Awdry nasce il 2 luglio 1940 a Devizes, nello Wiltshire. All'età di due anni, il padre Wilbert inizia a scrivergli storie sulle locomotive, adorate dal figlio, perché Christopher era malato di morbillo; queste storie verranno pubblicate nel libro The Three Railway Engines del 1945, che darà inizio alla serie The Railway Series. Nel 1972, il padre, che fino ad allora aveva scritto tutti i libri della serie, va in pensione e lascia la serie al figlio, che scriverà il suo primo libro della serie nel 1983, cioè Really Useful Engines. L'ultimo libro che ha pubblicato è stato Thomas and his Friends del 2011.

## Altre opere
Oltre ai libri de The Railway Series, Awdry ha scritto altri libri. Ha scritto due libri destinati alle scuole inglesi, cioè Bad Days for Thomas and Friends e More Bad Days for Thomas and Friends, di cui la Virgin Trains ha prodotto delle versioni da colorare per i passeggeri dei loro treni. Inoltre, Awdry ha scritto una collana di 6 libri per la Eastbourne Miniature Steam Railway, illustrati da Mark Vyvyan-Jones.